# John Blot
 (mai 2011).
Si vous disposez d'ouvrages ou d'articles de référence ou si vous connaissez des sites web de qualité traitant du thème abordé ici, merci de compléter l'article en donnant les références utiles à sa vérifiabilité et en les liant à la section « Notes et références ».
Pour les articles homonymes, voir Blot.
John Blot, né Jean Blot le 10 mars 1930 à Amersfoort aux Pays-Bas et décédé le 23 juin 2015 à Montfermeil, est un pianiste classique.

## Biographie
Il travaille le piano dès l'âge de 4 ans. Après ses études au Lycée classique (il voulait devenir médecin), il décide finalement de se consacrer à la musique. 
Sur les conseils de son professeur de piano à Maastricht, Walter Kauffmann - lui-même brillant élève d'Artur Schnabel - il se rend à Paris où il rencontre la pianiste Monique Haas, qui lui recommande d'aller travailler avec Madame Yvonne Lefébure
Sous sa direction il obtient avec félicitations du jury le diplôme du Conservatoire national supérieur de musique et de danse de Paris et la licence de concert à l'École normale de musique de Paris, le jury étant présidé par Alfred Cortot. 
Après son premier concert avec orchestre à Maastricht sous la direction d'André Rieu (le père du violoniste), il est invité à jouer avec l'Ensemble orchestral de Paris le concerto en sol majeur de Maurice Ravel, sous la direction de Gaston Poulet. 
Peu après, il fait sa première apparition à la télévision française. 
À l'Opéra Garnier, à l'occasion du cent cinquantième anniversaire de la naissance de Chopin, il participe à la reconstitution du premier récital, donné par Chopin à Paris.
En 1956-1958 et 1959, il obtient respectivement le deuxième Grand Prix aux concours internationaux de Genève, Naples et Paris.
Ces prix furent suivis d'une série de concerts et de récitals dans de nombreux pays. 
Il a joué le 5e Concerto pour piano et orchestre de Beethoven sous la direction de Mario Rossi au théâtre San Carlo à Naples.
Avec l'Orchestre royal du Concertgebouw d'Amsterdam, il est soliste dans le Concerto pour piano et orchestre de Schumann sous la direction d'Eugen Jochum. 
À La Haye, il donne de nombreux concerts avec l'Orchestre de la Résidence, sous la direction de Willem van Otterloo. 
Entretemps la médaille Beethoven lui est décernée par le Harriet Cohen International Music Award (en).
John Blot a joué en Angleterre, Allemagne, Pays-Bas, Italie, Portugal, Suisse sous la direction de grands chefs tels que Eugen Jochum, Erich Leinsdorf, Mario Rossi, Willem van Otterloo, Gaston Poulet etc. 
Il a également enseigné au Conservatoire de musique de Maastricht aux Pays-Bas. 
Il vivait à Villemomble et est décédé à Montfermeil le 23 juin 2015. 
Il a été inhumé le 3 juillet 2015 au Nouveau Cimetière de Villemomble.